# サディヤット島
サディヤット島（サディヤットとう、アラビア語: جزيرة السعديات ジャズィーラトゥ・ッ＝サアディーヤティ、Saadiyat Island、アラビア語：「幸せの島」の意味）は、アブダビから500m沖に位置する島で、観光地・居住地として開発されている（2018年完成）。
7つの地区が作られ、29のホテル、約1,000隻のボートを泊める3つのマリーナ、博物館、文化センター、2つのゴルフコース、レジャー施設、オーシャンビューの居住地などが建設される。
- 面積：27平方キロメートル
- 交通：アブダビ、アブダビ国際空港とは2本の10車線道路で連絡。
- 開発：Tourism Development & Investment Company (TDIC)、アブダビ観光庁に属する会社

- ニューヨーク大学アブダビ校を設置（2010年予定）

## 地区

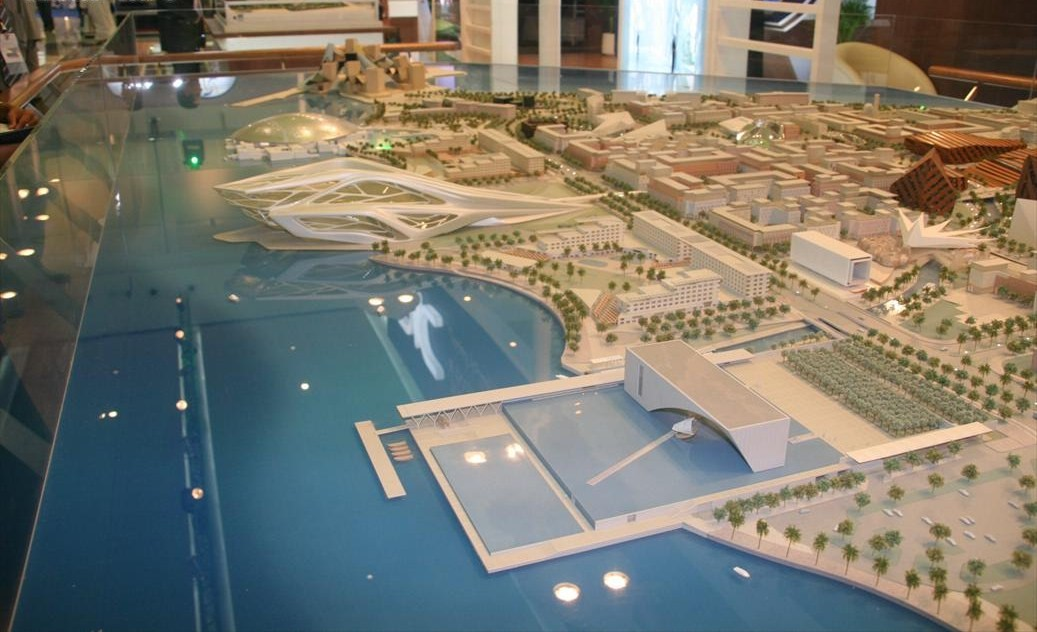

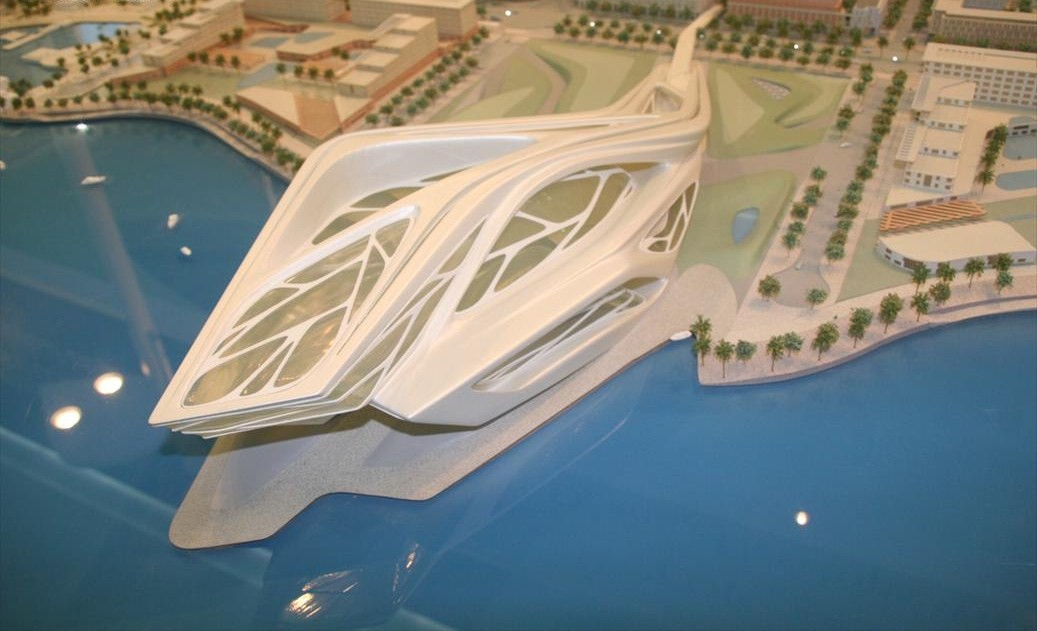
パフォーミングアーツセンター

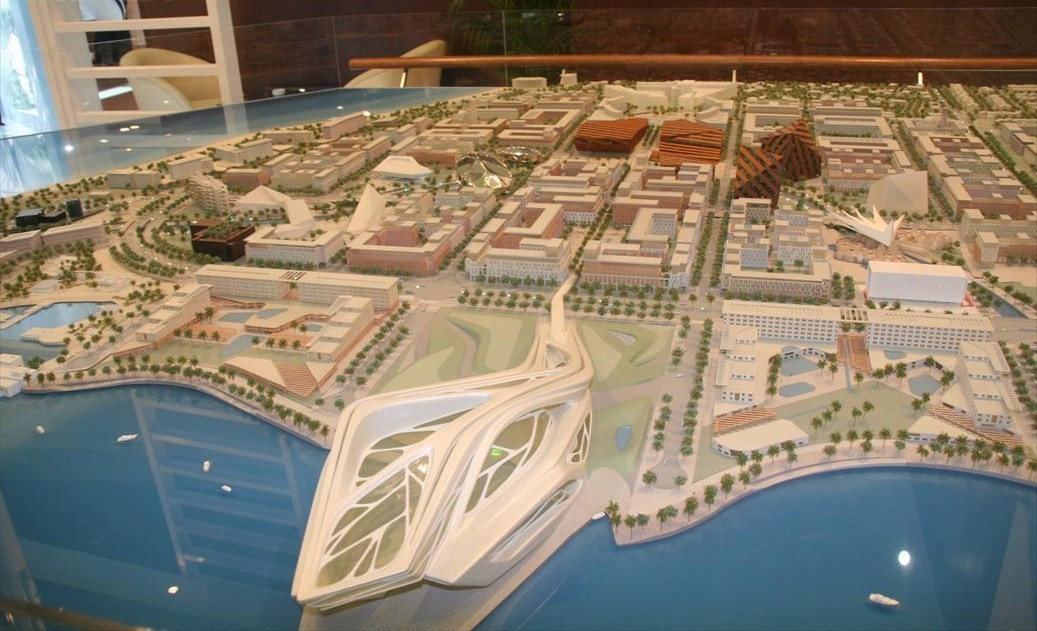

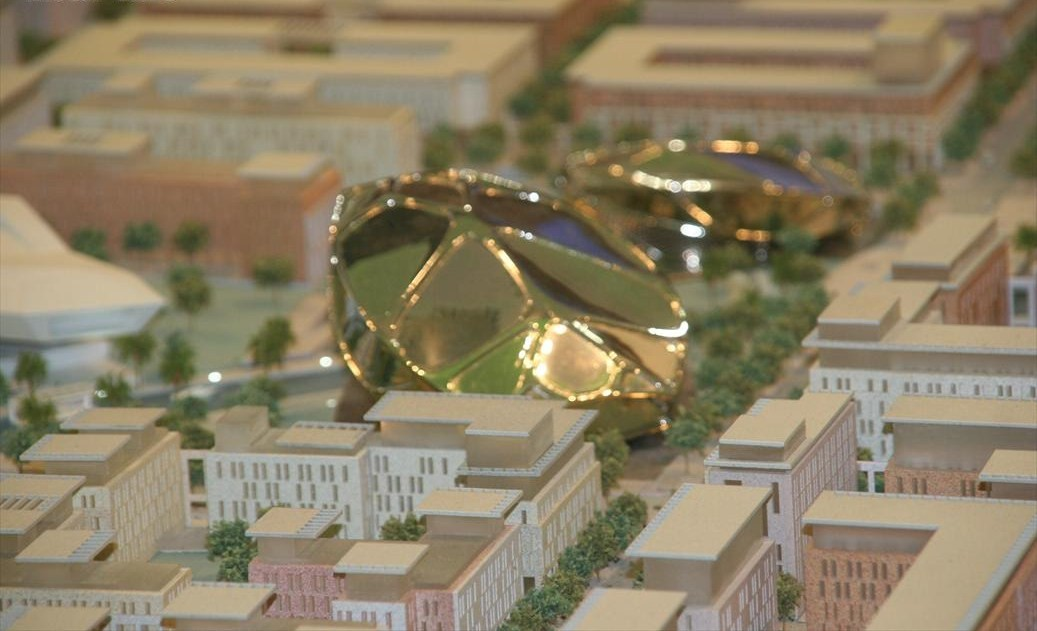

参照：公式サイト

### Al Marina
- 面積： 4.4 km²
- 停泊所：1,000隻
- ホテル
- 居住施設
- Mediatheque
- Oceanarium
- レジャー・娯楽施設
- 商業施設

### Cultural District
- 面積：2.7 km²
- マスタープラン：EDAW
- 海洋博物館：安藤忠雄設計
- シャイフ・ザーイド国立博物館（Sheikh Zayed National Museum） ：Foster + Partners設計
- グッゲンハイム・アブ・ダビ：フランク・ゲーリー設計
- ルーブル・アブダビ：2015年竣工予定：ジャン・ヌーベル設計
- パフォーミング・アーツ・センター：ザハ・ハディッド設計
- 居住施設
- ホテル
- 商業施設

### Saadiyat Park
- 面積：6 km²
- 居住施設
- 0.7 km² recreational area
- Waterside living
- Equestrian centre

### Saadiyat Beach
- 面積：4.33 km²
- International tourist destination
- 9km の自然海岸
- Five-star hotels and resorts
- Beach clubs
- A Gary Player designed Championship golf course with luxury residential

### South Beach
- 面積：2.68 km²
- リゾート施設
- Dynamic beach lifestyle
- Boardwalks with restaurants and cafés
- Leisure and entertainment

### The Wetlands
- 面積：5.23 km²
- ゴルフコース、居住地
- ホテル
- エコ・センター

### Island Lagoons
- 居住地